# Endokard
Das Endokard oder die Herzinnenhaut (innerer Herzüberzug) ist die innerste Schicht der Herzwand. Zum Endokard gehören auch die vier Herzklappen.

## Anatomie
Das Endokard ist die innerste der drei Schichten der Herzwand. Sie besteht aus Endothel und Bindegewebe, ist circa 0,5–1,0 mm dick und kann selbst histologisch von innen nach außen in folgende Schichten unterteilt werden:
- Das Endothel wird durch ein kontinuierliches, einschichtiges Plattenepithel gebildet.
- Das Stratum subendotheliale besteht aus lockerem Bindegewebe mit spärlichen elastischen Fasern.
- Das Stratum myoelasticum ist weiter unterteilbar in die Lamina elastica interna, die Lamina muscularis und die Lamina fibroelastica externa. Diese Schicht besteht aus glatter Muskulatur und reichlich Kollagenfasern. Dazu findet man auch vereinzelt Blutgefäße und Nervenfasern. Glatte Muskulatur ist vor allem im Bereich der Vorhöfe ausgebildet, während sie im Bereich der Kammern weitestgehend fehlt.[2]
- Die Tela subendocardialis ist eine lockere Bindegewebeschicht, in der auch Purkinje-Fasern enthalten sind.

Das Endokard überzieht die gesamte Innenfläche des Herzens – auch die Papillarmuskeln und Sehnenfäden (hier fehlt jedoch die Tela subendocardialis) – und bildet die vier Herzklappen: Mitralklappe, Trikuspidalklappe, Aortenklappe und Pulmonalklappe. Die Klappen besitzen ein Geflecht aus kollagenem Bindegewebsfasern versteift, das „Klappengerüst“. Das Endokard besitzt kaum Blutgefäße (bradytropes Gewebe), die Ernährung erfolgt aus dem Blut in den Binnenräumen des Herzens.

## Funktion
Durch seine glatte Oberfläche verhindert das Endokard, dass das Blut an der Herzwand festklebt und Gerinnsel bildet. Außerdem macht die glatte Oberfläche den Blutfluss gleichmäßiger und die Arbeit des Herzens effizienter. Schon kleine Unebenheiten, z. B. nach einer Entzündung (Endokarditis), stören den regulären Blutfluss und können zu einer Einschränkung der Herzleistung führen. Die glatte Muskulatur im Bereich der Vorhöfe dient vermutlich der Anpassung der Wandspannung.
Die Herzklappen wirken wie mechanische Ventile und zwingen den Blutfluss in eine Richtung. So verhindert beispielsweise die Mitralklappe, die in der Systole geschlossen ist, den Rückfluss des Blutes von der linken Herzkammer in den linken Vorhof, wenn der Herzmuskel sich zusammenzieht.

## Diagnostik
Da zwischen Bindegewebe und Blut ein großer Impedanzunterschied besteht, lässt sich das Endokard einschließlich der Herzklappen sehr gut mittels Echokardiografie darstellen. Das Endokard als sehr dünne helle Schicht dar. Mittels transösophagealer Echokardiografie kann man die Detailerkennung der Echokardiografie noch einmal erhöhen, die Sensitivität des Nachweises von Vegetationen zur Diagnose einer Herzinnenhautentzündung (Endokarditis) erhöht sich mit dieser Technik auf etwa 90 %. Auch die Bildung von Thromben bei einer Löffler-Endokarditis lässt sich sonografisch nachweisen.
Beim Verdacht auf eine bakterielle Endokarditis sind Blutuntersuchungen sehr wichtig, wie etwa die Bestimmung von Entzündungswerten (Leukozytenzahl, Konzentration des CRPs), wiederholte Blutkulturen und der Nachweis von Bakterien-DNA.

## Erkrankungen
Entzündliche Veränderungen im Bereich des Endokards werden als Endokarditis bezeichnet. In der Veterinärmedizin werden die bei Tieren häufig auftretenden primär degenerativen Veränderungen der Herzinnenhaut als Endokardiosen (Herzklappenfibrose) bezeichnet, welche auch als Folgeerscheinung einer Endokarditis auftreten können.
Beim Menschen wird die bakterielle Endokarditis meistens durch Streptokokken oder andere Bakterien ausgelöst, die von anderen nicht ausgeheilten Infektionen eingespült werden. Die Hauptkomplikation hierbei ist eine Beteiligung der Herzklappen, die zu einer massiven Einschränkung der Herzleistung führen kann. Insbesondere eine unzureichende Funktion (Insuffizienz) aller vier Herzklappen kann eine Herzinsuffizienz bedingen, deren Schweregrad mit der Einschränkung der Klappenfunktion zunimmt.
Weitere Erkrankungen des Endokards und der Klappen:
- Rheumatische Endokarditis
- Endokarditis bei Lupus erythematodes
- Endokardfibroelastose
- Endomyokardfibrose
- Karzinoid-assoziierte Endokardfibrose
- Arteriosklerose der Herzklappen insbesondere der Aorten- und Mitralklappe
- Anulus-fibrosus-Verkalkung
- Mitralklappenprolaps